# Le Roi d'Ys
Le Roi d'Ys (El rei d'Ys) és una òpera en tres actes i cinc quadres d'Édouard Lalo amb llibret en francès d'Édouard Blau.
El llibret es basa en la llegenda bretona de la ciutat d'Ys, capital del regne de Cornualla, que segons la llegenda va quedar engolida sota les aigües. Lalo va compondre Le Roi d'Ys entre 1875 i 1878. Les representacions no van acabar de tenir èxit, i aviat els teatres la van retirar del seu repertori. Lalo es tornà a posar a treballar en la seva obra el 1886, i la reestrena de la nova versió tingué lloc el 7 de maig de 1888 a la Salle du Châtelet per la companyia de l'Opéra comique. Le Roi d'Ys obtingué un èxit fulgurant, i se'n van fer 100 funcions al llarg d'aquell any.
També es va representar a Ginebra el novembre de 1888, a Amsterdam el desembre de 1888, a Anvers i Brussel·les el febrer de 1889 i a Roma el març de 1893. El llibret va ser traduït a l'holandès, l'alemany, l'italià, el txec, el rus i el romanès poc després de l'estrena de 1888. La primera actuació al Regne Unit va ser a la Royal Opera House de Londres el 17 de juliol de 1901. El 23 de gener de 1890 arribava a l'òpera francesa de Nova Orleans (Estats Units), però no seria fins a l'any 1922 quan es va poder veure a Nova York, on va rebre una recepció tímida i només van realitzar-se sis representacions. L'any 1941 el títol va tornar a l'òpera de París, i en aquella ocasió va representar-se 490 vegades, però des de llavors rarament s'ha representat.
L'interès de Lalo pel folklore bretó és degut a la seva segona esposa, la contralt Julie de Marigny, d'origen bretó. De fet, el personatge de Margared va ser escrit per a ella.
A banda de l'obertura, el fragment més famós de l'òpera és l'albada del tenor del tercer acte Vainement, ma bien-aimée (En va, estimada meva).